# Jernbaneverket
Jernbaneverket – norweskie przedsiębiorstwo państwowe zajmujące się infrastrukturą kolejową, m.in. dworcami kolejowymi.

## Historia
Jernbaneverket powstał w roku 1996, kiedy to nastąpił podział państwowego przewoźnika Norges Statsbaner na dwie mniejsze firmy zajmujące się poszczególnymi sektorami działalności przewozowej.